# 9879 Mammuthus
9879 Mammuthus (1994 PZ29) là một tiểu hành tinh vành đai chính được phát hiện ngày 12 tháng 8 năm 1994 bởi E. W. Elst ở Đài thiên văn Nam Âu.